# Furdesanden
Furdesanden är en kulle i Antarktis. Den ligger i Östantarktis. Norge gör anspråk på området. Toppen på Furdesanden är 1 713 meter över havet.
Terrängen runt Furdesanden är varierad. Trakten är obefolkad. Det finns inga samhällen i närheten. 